# Québec
Provincia Québec (franceză Province du Québec; pronunție audioⓘ) este cea mai mare provincie din Canada, cu o populație de 7.903.000 de locuitori. Aceasta are frontieră în vest cu provincia Ontario și Golful Hudson, la nord teritoriul Nunavut și Strâmtoarea Davis, la est cu Terranova și Labrador și la sud cu Statele Unite ale Americii. Cea mai mare parte din populație se concentrează pe Fluviul Sf. Laurențiu, unde se află capitala provinciei, orașul Québec, precum și Montréal, cel mai mare oraș al provinciei.
Québec este o provincie francofonă, limba franceză fiind singura limbă oficială a provinciei, iar provincia deține inspectori lingvistici care verifică folosirea limbii franceze în localurile comerciale. 
Economia Québecului este puternic industrializată și în teritoriu există resurse naturale în cantități mari, dintre care se remarcă cheresteaua și mulți curenți de apă dulce care produc energie hidroelectrică nu doar pentru consumul intern, ci și pentru exportul către Statele Unite.

## Istorie

### Istoria modernă
A aderat la Confederația canadiană la 1 iulie 1867. 
Pe durata secolului al XX-lea s-au desfășurat două referendumuri în legatură cu suveranitatea. La ultimul dintre ele, desfășurat în anul 1995, separatiștii au pierdut la diferență de un procent. 

## Politică și guvernare

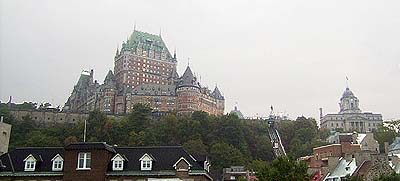
Orașul Québec

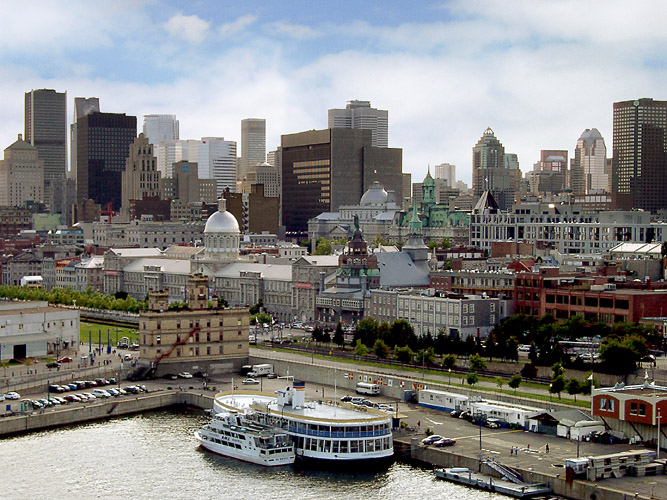
Montréal

Guvernatorul Locțiitor îl reprezintă pe Regele Charles al III-lea al Regatului Unit ca șef de stat al provinciei. Șeful guvernului de provicie este Prim-Ministrul, care este președintele partidului cu cele mai multe locuri în Adunarea Națională a Provinciei Québec. Cele mai importatante partide politice sunt: Partidul Liberal din Québec, Partidul Québecan, Coaliția Avenir Québec și Acțiunea Democratică a Québecului.
Prim-Ministrul ales în 23 aprilie 2014 este Philippe Couillard de la Partidul Liberal din Québec.

## Demografie

### Grupuri etnice
Din cei 7.903.000 de locuitori: 60% sunt canadieni, 29% francezi, 5.5% irlandezi, 4% italieni, 3% englezi, 2% scoțieni și 2% germani. Printre aceștia, 3% din cetățeni se declară amerindieni, 2% québecani și 1% inuiți.

### Limba
Chiar dacă doar 78% din locuitori vorbesc ca limbă maternă limba franceză, aceasta este singura limbă oficială a provinciei. 8% vorbesc matern limba engleză, 2% limba arabă și 2% limba spaniolă. Totuși, chiar dacă Constituția Canadiei spune că oricine poate folosi în instituțiile statului și limba engleză și limba franceză, aceastea fiind limbile oficiale ale Canadei, Québec este singura provincie din țară în care doar franceza este limbă oficială.

### Religie
Recensământul de la 2011 a stabilit că majoritatea populației s-a declarat creștină, din care: 74,7% catolici și 7,5% protestanți și neoprotestanți (cei mai mulți) și ortodocși. În plus, 3,1% s-au declarat musulmani, 1,1% mozaici, restul fiind hinduși, budiști, șamaniști. 12,1% din cetățenii provinciei au ales ateismul. 

### Orașe după numărul de locuitori
Sursa: Statistics Canada
| Rang | Oras                     | 2001      | 2011      |
| ---- | ------------------------ | --------- | --------- |
| 1.   | Montréal                 | 1.583.590 | 1.649.519 |
| 2.   | Québec                   | 476.330   | 516.622   |
| 3.   | Gatineau                 | 242.124   | 265.349   |
| 4.   | Sherbrooke               | 138.785   | 154.601   |
| 5.   | Saguenay                 | 147.133   | 144.746   |
| 6.   | Trois-Rivières           | 122.395   | 131.338   |
| 7.   | Saint-Jean-sur-Richelieu | 79.600    | 92.394    |
| 8.   | Drummondville            | 63.029    | 71.852    |
| 9.   | Granby                   | 44.121    | 63.433    |
| 10.  | Saint-Hyacinthe          | 50.394    | 53.236    |